# Нуріу Фортуна
Ну́ріу Домі́нгуш Матіаш Форту́на (порт. Núrio Domingos Matias Fortuna, нар. 24 березня 1995, Луанда) — ангольський футболіст, захисник клубу «Гент».
Виступав, зокрема, за клуби «Брага Б» та «Шарлеруа», а також національну збірну Анголи.

## Клубна кар'єра
Народився 24 березня 1995 року в місті Луанда.
У дорослому футболі дебютував 2013 року виступами за команду «Брага Б», в якій провів три сезони, взявши участь у 86 матчах чемпіонату. Більшість часу, проведеного у складі другої команди «Браги», був основним гравцем захисту команди.
Своєю грою за цю команду привернув увагу представників тренерського штабу головної команди клубу «Брага», до складу якого приєднався 2014 року. Відіграв за клуб з Браги наступний сезон своєї ігрової кар'єри.
У 2016 році уклав контракт з клубом АЕЛ, у складі якого провів наступний рік своєї кар'єри гравця. Граючи у складі АЕЛа також здебільшого виходив на поле в основному складі команди.
З 2017 року три сезони захищав кольори клубу «Шарлеруа». Тренерським штабом нового клубу також розглядався як гравець «основи».
До складу клубу «Гент» приєднався 2020 року. Станом на 16 вересня 2020 року відіграв за команду з Гента 2 матчі в національному чемпіонаті.

## Виступи за збірну
У 2019 році дебютував в офіційних матчах у складі національної збірної Анголи.

## Титули і досягнення
- Володар Кубка Бельгії (1):

«Гент»: 2021–22

## Статистика виступів

### Статистика клубних виступів
| Сезон               | Команда             | Чемпіонат           | Чемпіонат | Чемпіонат | Національний кубок | Національний кубок | Національний кубок | Континентальні кубки | Континентальні кубки | Континентальні кубки | Інші змагання | Інші змагання | Інші змагання | Усього | Усього | Усього |
| Сезон               | Команда             | Ліга                | Ігор      | Голів     | Ліга               | Ігор               | Голів              | Ліга                 | Ігор                 | Голів                | Ліга          | Ігор          | Голів         | Ігор   | Голів  |        |
| ------------------- | ------------------- | ------------------- | --------- | --------- | ------------------ | ------------------ | ------------------ | -------------------- | -------------------- | -------------------- | ------------- | ------------- | ------------- | ------ | ------ | ------ |
| 2013–14             | «Брага Б»           | 2 ЛП                | 6         | 0         |                    | -                  | -                  |                      | -                    | -                    |               | -             | -             | 6      | 0      |        |
| 2014–15             | «Брага Б»           | 2 ЛП                | 32        | 0         |                    | -                  | -                  |                      | -                    | -                    |               | -             | -             | 32     | 0      |        |
| 2015–16             | «Брага Б»           | 2 ЛП                | 35        | 1         |                    | -                  | -                  |                      | -                    | -                    |               | -             | -             | 35     | 1      |        |
| Усього за «Брага Б» | Усього за «Брага Б» | Усього за «Брага Б» | 86        | 1         |                    | -                  | -                  |                      | -                    | -                    |               | -             | -             | 86     | 1      |        |
| 2013–14             | «Брага»             | ПЛ                  | 6         | 0         | КП+КЛ              | 1+1                | 0                  |                      | -                    | -                    |               | -             | -             | 6      | 0      |        |
| 2014–15             | «Брага»             | ПЛ                  | 1         | 0         | КП+КЛ              | 0                  | 0                  |                      | -                    | -                    |               | -             | -             | 1      | 0      |        |
| Усього за «Брага»   | Усього за «Брага»   | Усього за «Брага»   | 7         | 0         |                    | 2                  | 0                  |                      | -                    | -                    |               | -             | -             | 9      | 0      |        |
| 2016–17             | АЕЛ                 | ЧК                  | 33        | 0         | КК                 | 3                  | 0                  |                      | -                    | -                    |               | -             | -             | 36     | 0      |        |
| 2017–18             | «Шарлеруа»          | Л1                  | 17        | 0         | КБ                 | 1                  | 0                  |                      | -                    | -                    |               | -             | -             | 18     | 0      |        |
| Усього за кар'єру   | Усього за кар'єру   | Усього за кар'єру   | 143       | 1         |                    | 6                  | 0                  |                      | -                    | -                    |               | -             | -             | 149    | 1      |        |